# Rouge-brun
Le terme rouge-brun également appelé communofascisme (en russe : Коммунофаши́зм) ou ses partisans fascistes rouges (en russe : красные фашисты) désigne une personne, ou une mouvance politique, susceptible de prôner des valeurs hybrides résultant d'un mélange entre celles de l'extrême droite nationaliste (le brun) et l'extrême gauche communiste (le rouge). Ces termes sont évoqués par les hommes politiques et les journalistes d'orientation libérale-démocrate pour désigner un ensemble de forces politiques qui prêchent l'idéologie communiste et ultranationaliste.

## Origines
Le terme apparaît en Russie en 1992, « pour fustiger le Front de salut national, qui regroupait l'extrême droite populiste et les conservateurs communistes »,.

## Une notion débattue
Jean-Yves Camus indique que le national-bolchévisme, « courant ultra-minoritaire » de la révolution conservatrice allemande, est « le seul courant qui pourrait s'en rapprocher ». Selon Nicolas Lebourg, les mouvements dits rouges-bruns suivent « une ligne lexico-stratégique qui s'est développée à diverses reprises depuis que l'intellectuel conservateur et candidat malheureux à la SS Armin Mohler théorisa historiographiquement en 1948 la jonction des extrêmes », et que la formule « rouge-brun » « a été mise en scène en France avec un talent certain par un groupuscule nationaliste-révolutionnaire, Nouvelle Résistance, se reconnaissant dans la période la plus révolutionnaire du phénomène fasciste et s'inspirant de la plus extrême droite sous Weimar ».
Nicolas Lebourg voit dans la notion « un mythe mobilisateur, une ligne discursive. Quand on analyse les mouvements dits « rouges-bruns » on ne trouve pas d'alliage avec la gauche, ni dans le capital militant, ni dans le substrat idéologique. C'est une affaire de propagande et d'auto-représentation ». Le journaliste Kévin Boucaud-Victoire estime qu'il s'agit d'un « épouvantail » inventé par les libéraux, mais sans vraie existence.
Au contraire, Rudy Reichstadt estime qu'elle « renvoie à une réalité objective », tout en concédant qu'elle « échoue sans doute à qualifier correctement les convergences qu'on observe autour de personnalités comme Dieudonné, Alain Soral et Thierry Meyssan, où entrent non seulement de l'antisémitisme mais aussi un attrait particulier pour les théories du complot et une fascination à l'égard des régimes autoritaires… Et une culture marxiste absente ou dévoyée. Bref, beaucoup de brun et pas beaucoup de rouge ».
Le politologue Alexandre del Valle actualise la notion dans la formulation « rouge brun vert » pour désigner une proximité supplémentaire avec un islam réactionnaire,.
Dans Les Nouveaux rouges-bruns : le racisme qui vient (2014), l'anthropologue Jean-Loup Amselle note le regain de pertinence des « rouge brun » dans le développement de nouvelles formes de racismes concernant les deux extrêmes politiques. Il prend pour exemples les Indigènes de la République, Dieudonné, Soral, la militante anti-genre Farida Belghoul.
Le documentaire de Bertrand Delais L'Idiot international : un journal politiquement incorrect (2017) relate l'apparition du terme « rouge-brun » dans le débat idéologique français à l'occasion de la controverse née de la publication en mai 1993 de la chronique « Vers un front national » de Jean-Paul Cruse en première page de L'Idiot international, appelant à « forger une nouvelle alliance » regroupant « Pasqua, Chevènement, les communistes et les ultra-nationalistes ». Cette chronique est ensuite violemment dénoncée par la journaliste Mariette Besnard et le romancier Didier Daeninckx, proches de l'extrême-gauche, dénonçant, entre autres, L'Idiot international comme un « laboratoire national-communiste » (juin 1993). Le documentaire s'appuie sur les récits de figures emblématiques qui ont politiquement migré de la gauche extrême à la droite extrême : Gilbert Collard, Alain Soral, Alain de Benoist.
Il existe aussi une partie des électeurs de gauche extrêmes et de droite extrêmes, qui partagent un socle commun de valeurs et d'intérêts. Cette convergence fait appel à la théorie du fer à cheval, permettant une association entre ces deux camps pour une cause commune.

### France
- Paul Rassinier, Pierre Guillaume, la Vieille Taupe, Roger Garaudy, Jacques Vergès, Carlos selon Rudy Reichstadt[4]
- Le mouvement des Gilets jaunes a été régulièrement qualifié de rouge-brun[3].